# Orel Grinfeld
Orel Grinfeld (in ebraico אוראל גרינפלד‎?; Kiryat Yam, 21 agosto 1981) è un arbitro di calcio israeliano.